# 슈라마나
슈라마나는 "어떤 더 높은 목적이나 종교적인 목적을 위해 수고하고, 애쓰고, 노력하는" 사람 또는 "수행을 하는 구도자 또는 고행자"를 의미한다. 슈라마나 전통에는 주로 자이나교, 불교, 그리고 아지비카교와 같은 다른 종교들이 포함된다.
슈라마나 종교들은 대마가다의 탁발승들 사이에서 인기를 얻었으며, 이는 정신적 수행의 발전을 이끌었고, 윤회 (삶과 죽음의 순환)와 해탈 (그 순환으로부터의 해방)과 같은 모든 주요 인도계 종교의 대중적인 개념들을 발전시켰다.
슈라마나 전통은 영혼 개념의 수용 또는 부정, 운명론부터 자유의지, 극단적인 금욕주의의 이상화부터 가정생활의 이상화, 포기, 엄격한 아힘사 (비폭력)와 채식주의부터 폭력과 육식의 허용에 이르기까지 다양한 신념을 가지고 있다.

## 어원과 기원

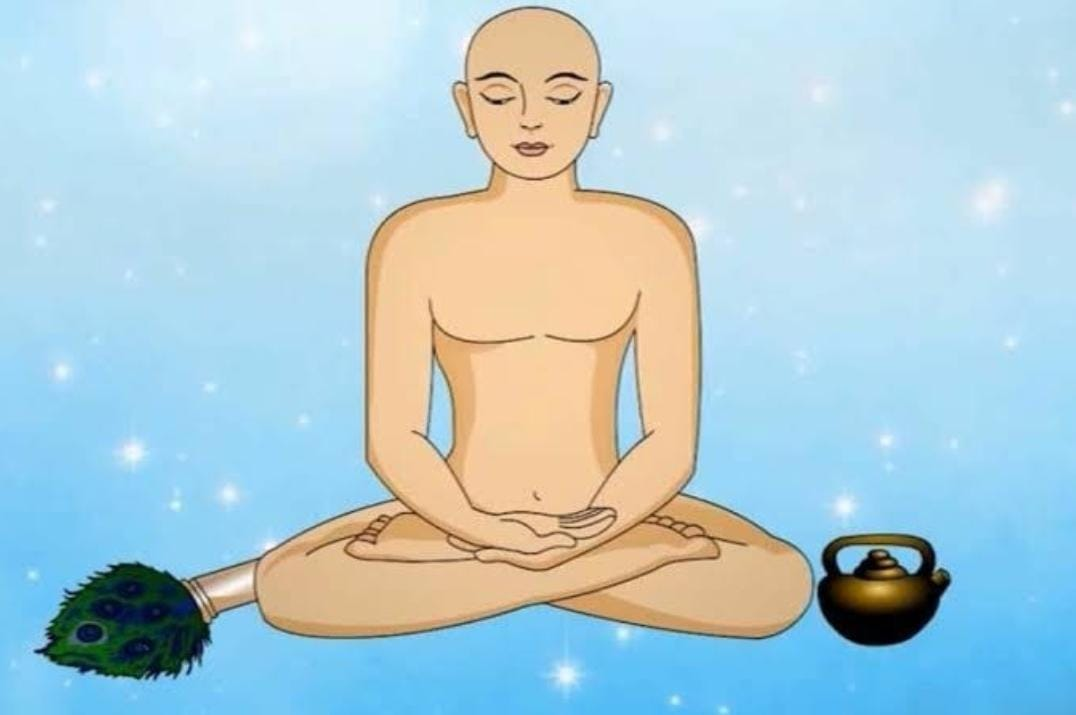
디감바라 자이나교 승려

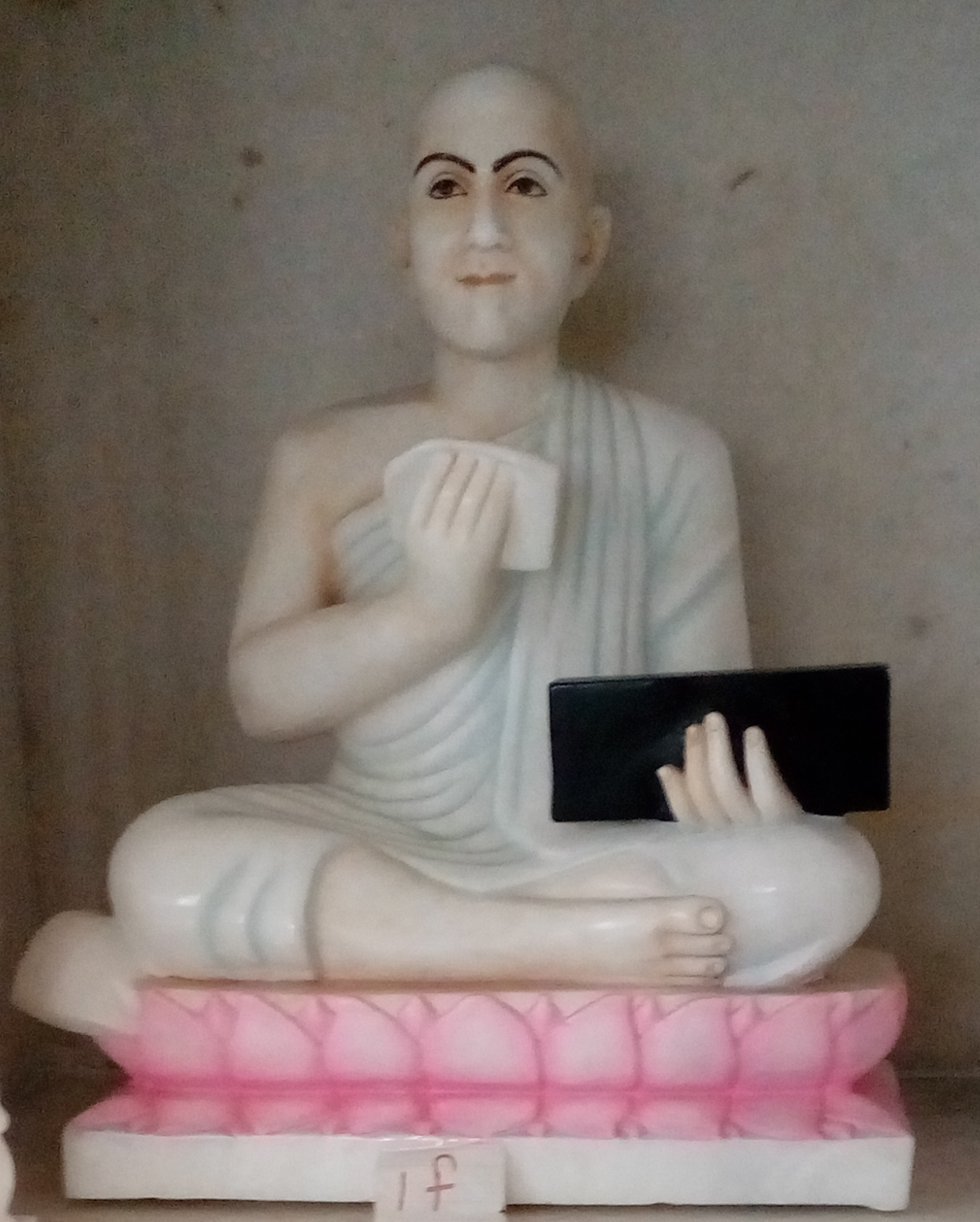
백의파 무르티푸자카 자이나교 고행자

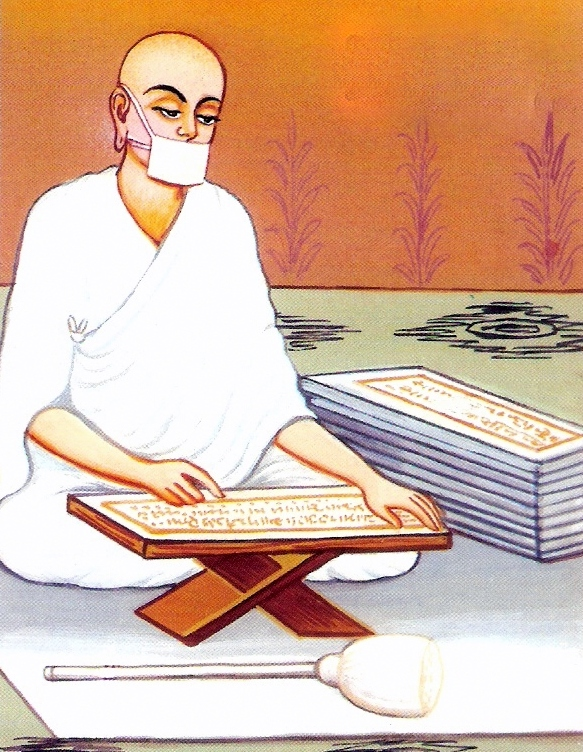
스타나카바시 자이나교 승려

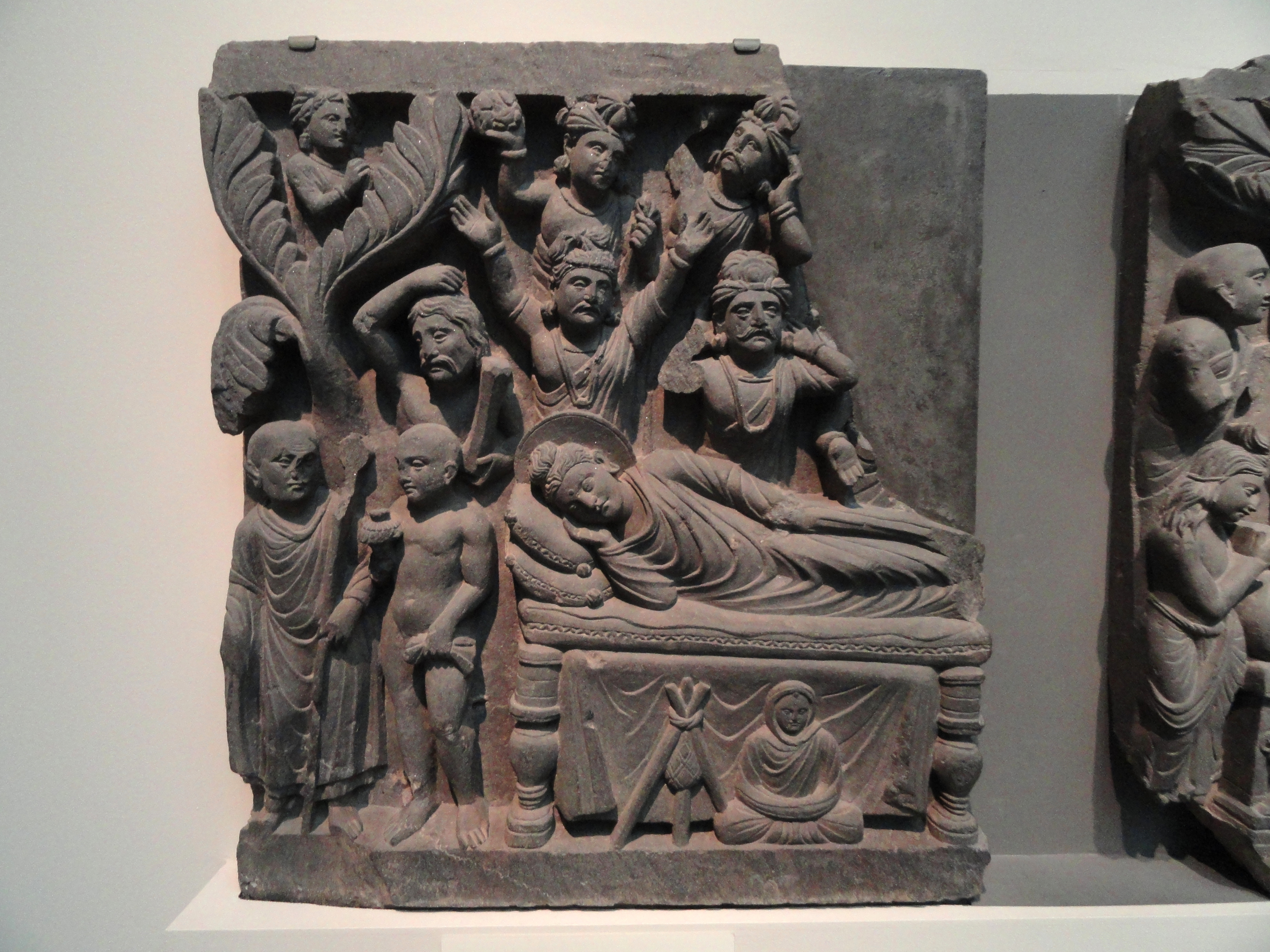
왼쪽: 마하카샤파가 아지비카교 고행자를 만나 부처의 열반 (오른쪽에 보임)에 대해 듣는다.

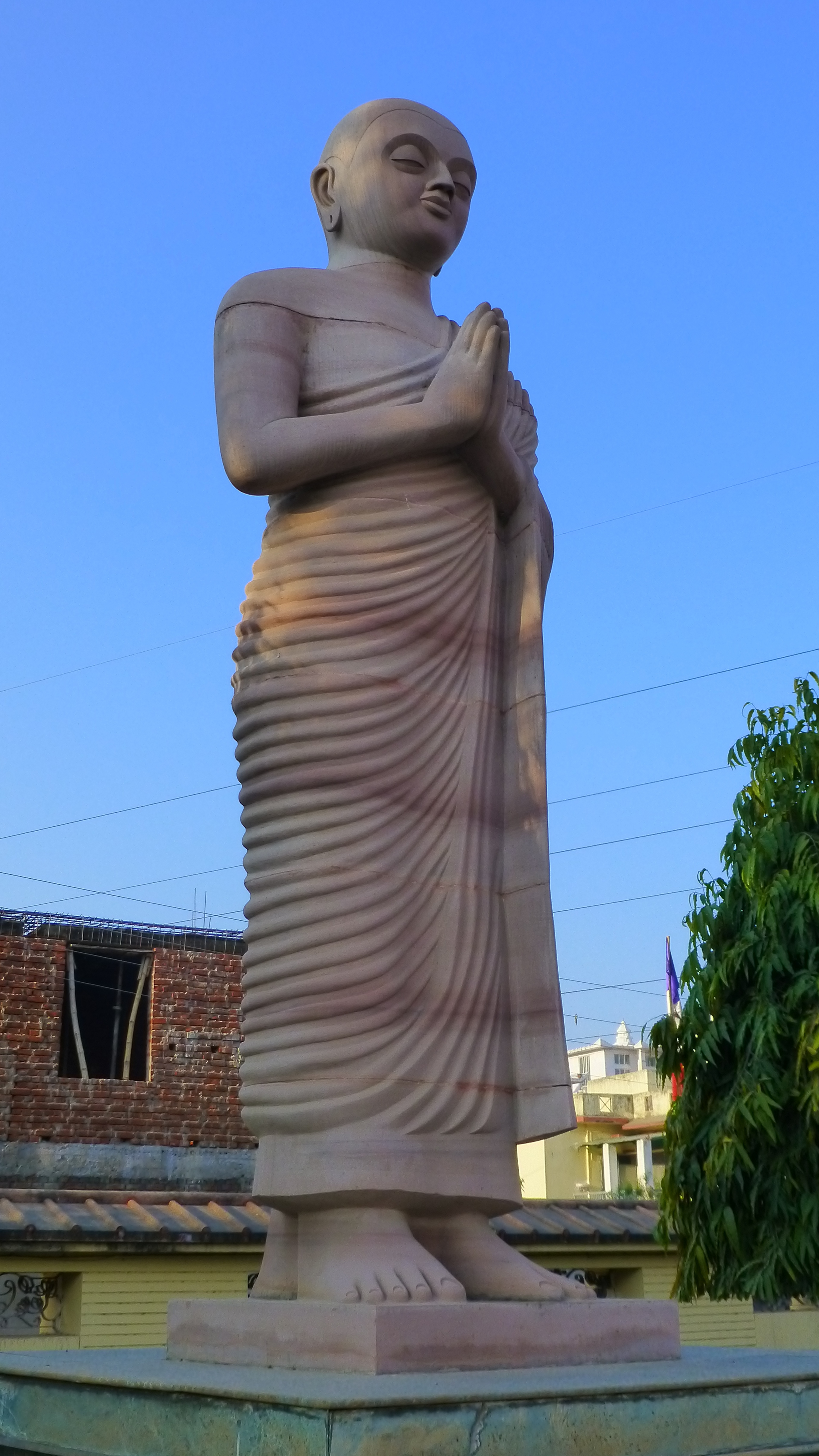
부다가야에 있는 부처의 제자 사리푸트라의 동상.

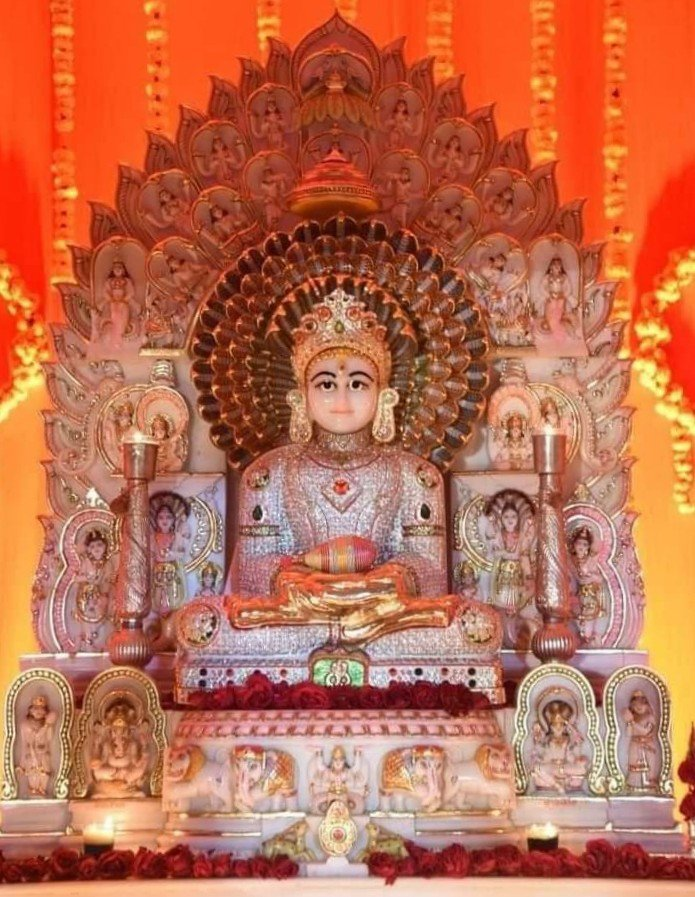
23번째 자이나교 티르탕카라, 파르슈바나타는 기원전 9세기에 슈라마나 상가를 재조직했다.

올리벨(Olivelle)과 크랭글(Crangle)에 따르면, 슈라마나(śramaṇa)라는 용어가 명시적으로 사용된 가장 오래된 기록은 야주르베다(~기원전 1000년경, 힌두교 경전)의 일부인 아란야카의 타리티리야 아란야카(Taittiriya Aranyaka) 2.7절에서 발견된다. 이 기록에는 슈라마나 리시 (힌두교)와 독신 리시가 언급되어 있다.
자이니(Jaini)에 따르면, 베다 문헌에서 슈라마나에 대한 언급은 두 번밖에 없으며, 그 중 하나는 브리하드아란야카 우파니샤드 4.3.22절(기원전 7-6세기)에 있다. 이 구절은 슈라마나를 탁발승의 한 부류로 언급하지만, 이것이 훨씬 후기의 팔리 경전에 묘사된 비베다 질서의 일원이었는지는 분명하지 않다.
슈라마나라는 단어는 "노력하다, 애쓰다, 금욕을 행하다"라는 뜻의 동사 어근 śram에서 유래한 것으로 추정된다. 고대 인도의 유랑 수도승의 역사는 부분적으로 추적하기 어렵다. '파리브라자카'라는 용어는 아마도 불교, 자이나교, 브라만교에서 발견되는 모든 인도의 유랑 수도승에게 적용되었을 것이다.
슈라마나는 기원전 1천년기 중반부터 다양한 출가자 고행 전통을 지칭한다. 슈라마나들은 개별적이고 경험적이며 자유로운 형태의 전통이었다. "슈라마나"라는 용어는 때때로 그들의 종교 모델 측면에서 "브라만"과 대조적으로 사용된다. 그러나 초기 문헌에서, 3세기 이전의 통치자 아소카보다 앞선 일부 문헌에서는 브라만과 슈라마나가 구별되거나 대립되지 않는다. 올리벨에 따르면, 후기 인도 문학에서의 이러한 구별은 "나중에 불교와 자이나교에 의해 후자 용어(슈라마나)가 채택되면서 영향을 받은 의미론적 발전일 수 있다." 슈라마나 전통의 일부는 베다의 인식론적 권위를 거부함으로써 힌두교와는 다른 정체성을 유지했으며, 슈라마나 전통의 일부는 아슈라마 다르마의 한 단계, 즉 산야신으로서 힌두교의 일부가 되었다.
불교 주석서들은 이 단어의 어원을 기원전 3세기 법구경 265절의 다음 구절처럼 악(惡)을 고요하게 하는 것(samita)과 연관시킨다: samitattā pāpānaŋ ʻsamaṇoʼ ti pavuccati ("악을 평화롭게 한 사람은 samaṇa라고 불린다").

자이나교 문학에서 슈라마나라는 용어가 처음 사용된 것은 가장 초기의 자이나교 경전인 수트라크리탕가와 아차랑가수트라(기원전 4세기)에서 발견되며, 이 경전들은 마하비라의 죽음 이후 구전 전통으로 시작되었을 수 있지만, 서기 454년경 아차리야 데바르디가니 크샤마슈라만에 의해 편찬되었다. 요하네스 브롱코르스트에 따르면:
주로 언어학적 근거에 따르면, 아차랑가수트라, 수트라크리탕가수트라, 우타라디아야나수트라는 경전 중 가장 오래된 것으로 알려져 있다.
슈라마나라는 용어는 또한 서기 150년경에 편찬된 가장 초기의 디감바라 자이나교 경전인 물라차라에서도 발견된다. 디감바라파는 원래의 아차랑가수트라가 사라졌으며, 물라차라가 마하비라의 원래 가르침에 가장 가깝다고 주장한다.
팔리어 "사마나(samaṇa)"는 아마도 중고 한어나 토하라어를 거쳐 에벤크어 사만(samān) "샤먼"의 궁극적인 어원일 것으로 제안되지만, 다른 퉁구스어족에서도 발견되는 이 단어의 어원은 논란의 여지가 있다(참조: Shamanism § 어원).

## 역사

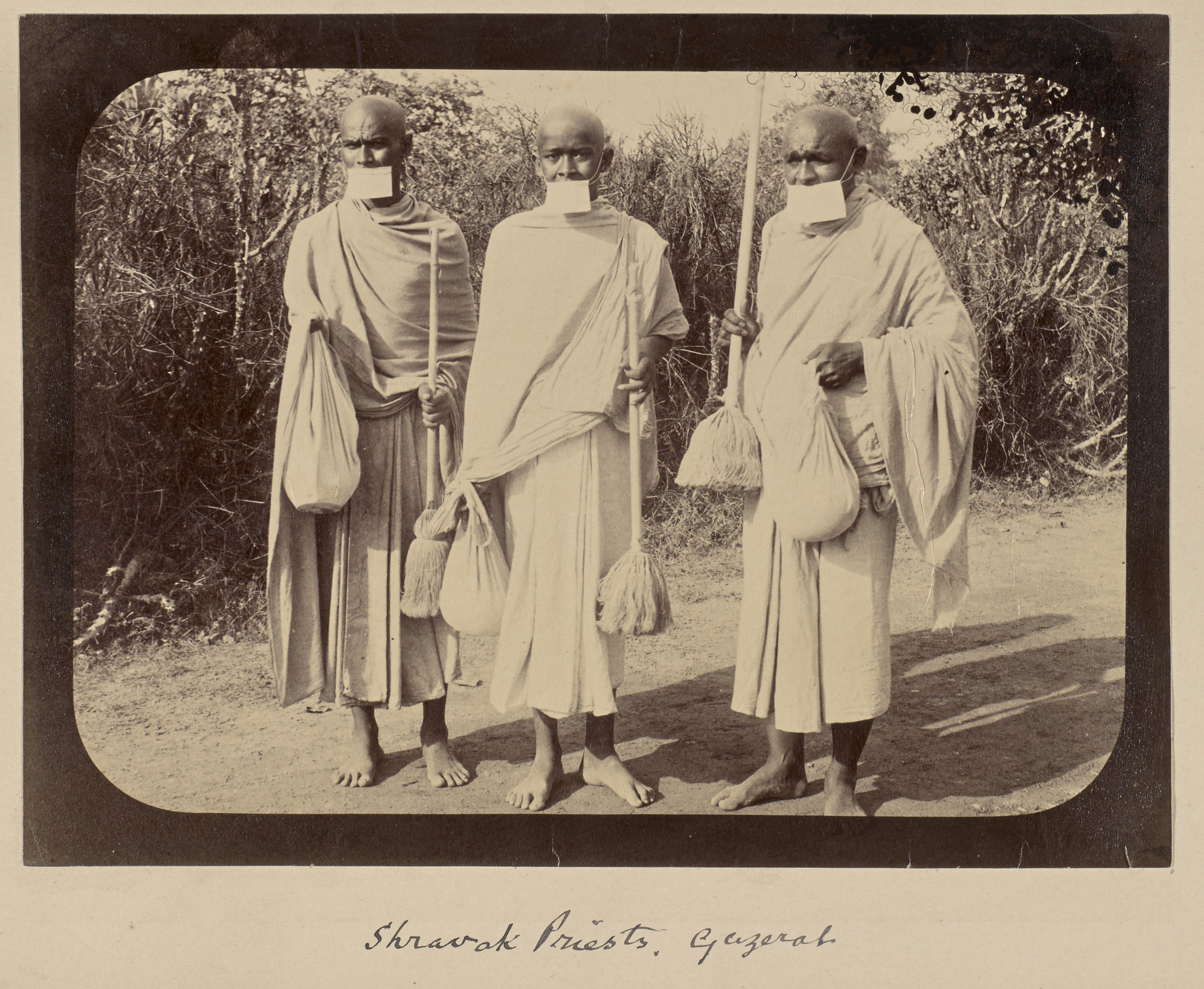
구자라트주 출신의 자이나교 백의파 승려들.

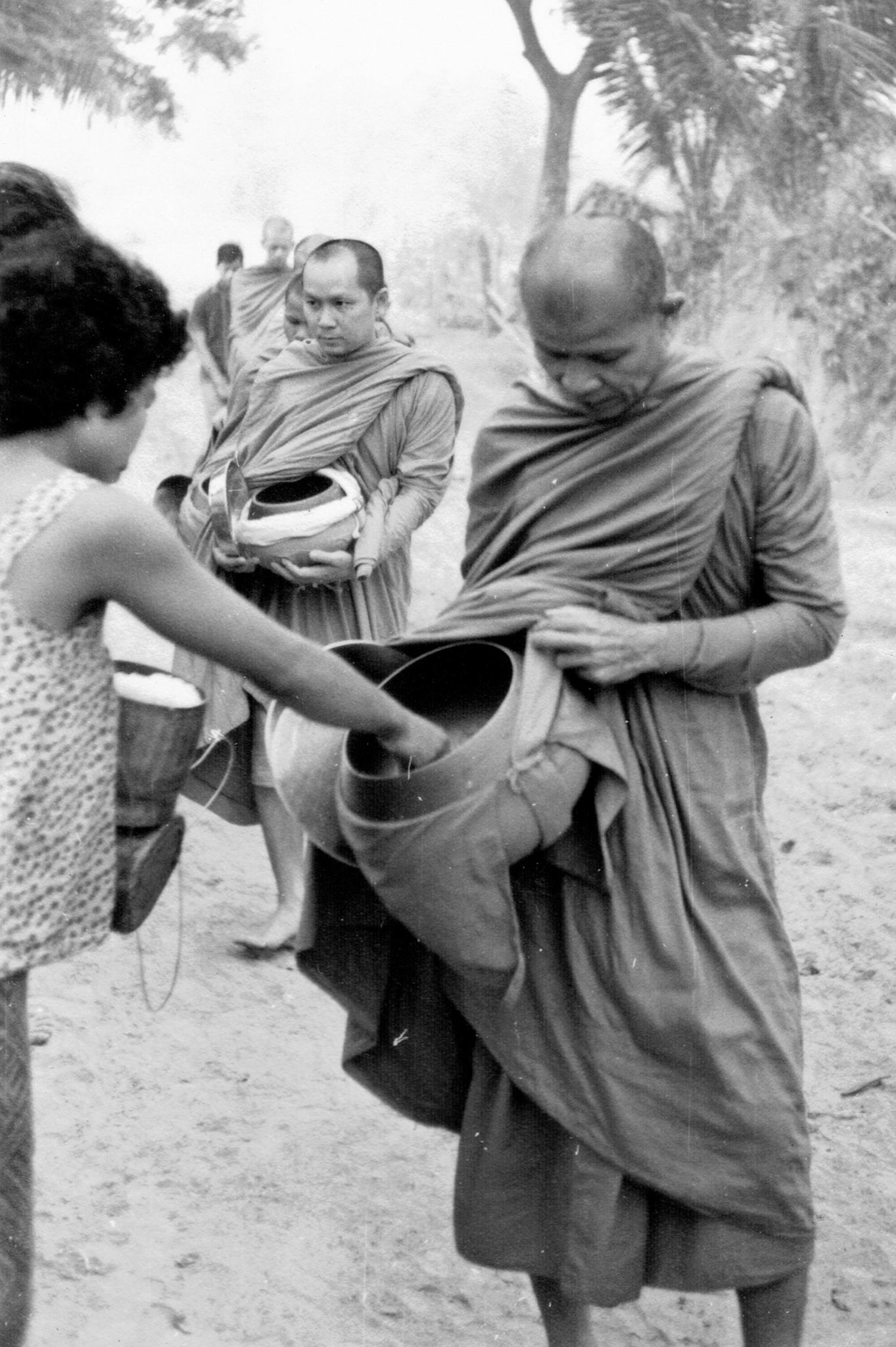
아잔 마하 부아가 이끄는 태국 숲속 전통 승려들이 아침 탁발을 나가는 모습.

기원전 6세기 이전(부처 탄생 이전, 마하비라 탄생 이전)에 인도에 여러 슈라마나 운동이 존재했던 것으로 알려져 있으며, 이들은 인도 철학의 아스티카와 나스티카 전통 모두에 영향을 미쳤다. 마틴 윌트셔는 슈라마나 전통이 파체카붓다와 사바카라는 두 단계를 거쳐 인도에서 발전했으며, 전자는 개인 금욕주의 전통이고 후자는 제자들의 전통이며, 불교와 자이나교가 궁극적으로 이들로부터 종파적 형태로 나타났다고 주장한다. 윌트셔는 이러한 전통이 이미 확립된 브라만교 개념을 활용하여 자신들의 독특한 교리를 전달했다고 말한다. 레지날드 레이는 슈라마나 운동이 기원전 6세기 이전 인도에 이미 존재하고 확립된 전통이었음에 동의하지만, 부처가 나타나기 전에는 비종파적이었다는 윌트셔의 주장에 대해서는 동의하지 않는다.
자이나 아가마와 불교 팔리어 대장경에 따르면, 부처 시대에는 다른 슈라마나 지도자들이 있었다. 마하파리닙바나 경 (DN 16)에서 수바다라는 슈라마나가 다음과 같이 언급한다:

...질서와 추종자들을 가지고, 스승이며, 학파의 창시자로 잘 알려지고 유명하며, 일반적으로 성인으로 여겨지는 금욕주의자들, 사마나, 그리고 브라만들, 예를 들어 푸라나 카사파, 막칼리 고살라, 아지타 케사캄발리, 파쿠다 캇차야나, 산자야 벨라타푸타 그리고 니간타 나타푸타 (마하비라)...
— 디가 니까야, 16

### 베다 사상과의 관계
이 분야 학자들의 전통적인 견해는, 예를 들어 고빈드 찬드라 판데(Govind Chandra Pande)가 1957년 불교 기원에 대한 연구에서 보여준 것처럼, 슈라마나가 베다 종교와는 "구별되고 분리된 문화적, 종교적" 전통으로 시작되었다는 것이다. 그러나 이러한 주장은 패트릭 올리벨과 같은 몇몇 인도학자 및 산스크리트 학자들에 의해 논박된다.
인도학 교수이자 주요 고대 산스크리트어 작품 번역으로 잘 알려진 패트릭 올리벨은 1993년 연구에서 일부 표현과 달리 원래의 슈라마나 전통이 베다 전통의 일부였다고 말한다. 그는 다음과 같이 썼다.
그 맥락에서 슈라마나는 분명히 슈라마를 수행하는 습관을 가진 사람을 의미한다. 그러므로 이러한 선견자들을 베다 의례 전통에서 분리시키는 것이 아니라, 슈라마나는 그들을 그 전통의 중심에 놓는다. 그들[슈라마나 선견자들]을 비브라만교적, 반브라만교적, 심지어 후기 종파 금욕주의자들의 비아리안적 선구자로 보는 사람들은 이용 가능한 증거를 훨씬 뛰어넘는 결론을 도출하고 있다.

올리벨과 에드워드 크랭글(Edward Crangle)과 같은 다른 학자들에 따르면, 슈라마나 개념은 초기 브라만교 문헌에 존재한다. 이 용어는 베다 문화에서 비범하다고 여겨지는 특별한 생활 방식을 살았던 현자들을 위한 형용사적 의미로 사용된다. 그러나 베다 문헌은 그 삶에 대한 자세한 내용을 제공하지 않는다. 이 용어는 브라만이나 가장에 대한 반대를 의미하지 않았다. 올리벨은 베다 시대에는 슈라마나 개념이 식별 가능한 계급이나 나중에 인도 문헌에서처럼 고행자 집단을 지칭하지 않았을 가능성이 높다고 말한다.
금욕과 수도승과 같은 생활 방식의 개념은 야티, 리시 (힌두교), 슈라마나와 같은 용어와 함께 베다 문헌에서 발견된다. 기원전 1000년 이전 시대의 베다 문헌에는 무니(मुनि, 수도승, 탁발승, 성인)가 언급되어 있다. 예를 들어 리그베다는 제10권 제136장에서 케신(केशिन्, 긴 머리)과 말라(मल, 더러운, 흙빛, 노란색, 오렌지색, 사프란색) 옷을 입고 마나나트(마음, 명상)의 일에 종사하는 탁발승을 언급한다.

그는 긴 머리칼(의 머리카락)로 아그니와 습기, 하늘, 땅을 지탱한다. 그는 보기에 온 하늘이다: 긴 머리칼을 가진 그는 이 빛이라 불린다.

바람으로 허리띠를 두른 무니들은 흙빛 옷을 입고 있다; 그들은 바람의 빠른 흐름을 따라 신들이 먼저 갔던 곳으로 간다.
— 리그베다, 찬송가 10.136.1-2틀:Efn-la

이 찬송가는 "바람으로 허리띠를 두른"이라는 뜻의 바타라샤나(vātaraśana)라는 용어를 사용한다. 일부 학자들은 이것을 "하늘옷을 입은, 나체 승려"를 의미하며 따라서 공의파 (자이나교 종파)의 동의어로 해석했다. 그러나 다른 학자들은 이 해석이 즉시 이어지는 "흙빛 옷을 입고"라는 단어와 일치하지 않기 때문에 올바른 해석이 될 수 없다고 말한다. 이 문맥은 시인이 "무니"를 바람처럼 움직이는 것으로 묘사하며, 그들의 옷이 바람에 눌리는 것을 의미할 가능성이 높다. 올리벨에 따르면, 바타라샤나가 베다 맥락 내에서 특정 계급을 의미할 가능성은 낮다.
올리벨에 따르면, 베다 사회에는 비아리안 뿌리를 가진 많은 사람들이 있었고, 이들이 아리아 계급에 영향을 미쳤을 것이다. 그러나 이러한 영향을 식별하고 분리하는 것은 어렵다. 부분적으로는 베다 문화가 외부 영향뿐만 아니라 내적 역동성과 사회경제적 발전으로부터도 발전했기 때문이다.
인도 인류학자 라마프라사드 찬다에 따르면, 슈라마나의 기원은 베다 이전과 아리아 이전 문화, 특히 마법을 실천했던 문화로 거슬러 올라간다. 그는 금욕주의의 실천이 샤먼들이 관찰했던 은둔과 금욕의 초기 단계와 연결될 수 있다고 주장했다.
브롱코르스트에 따르면, 슈라마나 문화는 인도아리아였지만 베다 사상이 아니었던 "대마가다"에서 발생했다. 이 문화에서는 크샤트리야가 브라만보다 높은 지위에 있었고, 베다 권위와 의례를 거부했다.

### 불교 경전의 불교 이전 슈라마나 학파
틀:PaliCanonSamanaViews
판데는 불교의 기원을 전적으로 부처에게만 돌리지 않고, 브라만교와 슈라마나 전통이 혼합되던 베다 시대 말기의 "위대한 종교적 혼란"에 기인한다고 본다.
불교 경전인 사마냐팔라 수트라는 불교 이전의 여섯 슈라마나 학파를 그들의 지도자에 따라 식별한다. 이 여섯 학파는 경전에서 다양한 철학을 가진 것으로 묘사되는데, 파트마나브 자이니에 따르면, 이는 불교와 경쟁하는 슈라마나 학파들에 대한 "편향된 그림이며 진정한 모습을 보여주지 않을" 수 있다.
- 푸라나 카사파 (비도덕주의) 슈라마나 학파: 반율법적 윤리를 믿었다. 이 고대 학파는 도덕률이 없으며, 도덕적이거나 부도덕한 것이 없고, 덕도 죄도 없다고 주장했다.[49][51]

- 막칼리 고살라 (아지비카교) 슈라마나 학파: 모든 것이 자연과 그 법칙의 결과라는 운명론과 결정론을 믿었다. 이 학파는 자유의지를 부정했지만, 영혼은 존재한다고 믿었다. 모든 것은 원소들로부터 어떻게 구성되었는지에 따라 고유한 개별적 본성을 가지고 있다. 업과 결과는 자유의지에 의한 것이 아니며, 변경할 수 없으며, 모든 것은 사람의 구성 요소를 포함하여 미리 결정되어 있다.[49][52]

- 아지타 케사캄발리 (로카야타-차르바카 학파) 슈라마나 운동: 유물론을 믿었다. 사후 세계, 윤회, 업, 선악의 결과 등 모든 것을 부정했다. 인간을 포함한 모든 것은 원소 물질로 구성되어 있으며, 죽으면 그 원소로 돌아간다고 믿었다.[49][53]

- 파쿠다 캇차야나 슈라마나 운동: 원자주의를 믿었다. 창조주, 지식을 부정했다. 모든 것은 영원하며, 창조되거나 창조되도록 야기되지 않는 일곱 가지 기본적인 구성 요소로 이루어져 있다고 믿었다. 이 일곱 가지 구성 요소에는 흙, 물, 불, 공기, 행복, 고통, 영혼이 포함되었다. 죽음을 포함한 모든 행위는 단지 한 물질이 다른 물질로 재배열되고 상호 침투하는 것에 불과하다고 믿었다.[49][54]

- 마하비라 또는 (자이나교) 슈라마나 학파: 사중 구속, 모든 악 회피를 믿었다 (아래 참조).[49]

- 산자야 벨라타푸타 (아잔냐) 슈라마나 운동: 절대적 불가지론을 믿었다. 사후 세계의 존재 여부, 업, 선, 악, 자유 의지, 창조주, 영혼 또는 기타 주제에 대해 어떤 의견도 내세우기를 거부했다.[49]

이러한 불교 이전 슈라마나 운동은 불교 사마냐팔라 수트라에 따르면 상가 가니(승려 및 고행자 집단)로 조직되었다. 위의 여섯 지도자는 상기(집단장), 가나차리요(교사), 치라팝바지토(은둔자), 야사시(명성 있는 사람), 네토(잘 알려진 사람)로 묘사된다.

### 자이나교
자이나교 문학에서도 푸라나 카사파, 막칼리 고살라, 산자야 벨라타푸타가 언급된다. 부처의 생애 동안, 마하비라와 부처는 각자의 슈라마나 교단의 지도자였다. 니간타 나타푸타는 마하비라를 지칭한다.
판데에 따르면, 자이나교인들은 불교 경전에 언급된 니간타와 동일했으며, 부처가 설법을 시작할 때 이미 확고한 종파였다. 그는 "자이나교인들은 궁극적으로 베다 이전 문명과 연관되었을 수 있는 비베다 무니 및 슈라마나에 속했던 것으로 보인다"고 말한다. 슈라마나 체계는 대다수의 자이나교 학자들에 의해 독립적인 기원을 가지며 어떤 종류의 저항 운동이 아니었고, 자이나교 사상가들에 의해 주도되었으며, 불교 이전과 베다 이전의 것이었다고 믿어진다.
일부 학자들은 인더스 문명의 상징들이 후기 자이나교 조각상과 관련이 있을 수 있으며, 황소 상징은 리샤바나타와 관련이 있을 수 있다고 주장한다. 던다스(Dundas)에 따르면, 자이나교 전통 외부에서 역사가들은 마하비라를 기원전 5세기경 석가모니와 거의 동시대 인물로 보며, 따라서 역사적 파르슈바나타는 약 250년의 시간 간격을 기준으로 기원전 8세기 또는 7세기로 본다.

### 불교
틀:Peoplepalicanon
석가모니는 슈라마나로서 아버지의 궁을 떠나 고행을 닦았다. 고타마 붓다는 굶주림으로 거의 죽음에 이를 정도의 단식을 한 후, 극단적인 고행과 자기 고행이 깨달음을 얻는 데 쓸모 없거나 불필요하다고 여겼고, 쾌락주의와 자기 고행의 극단 사이의 "중도"를 대신 추천했다. 고타마의 사촌인 데바닷타는 더욱 엄격한 수행을 요구하며 불교 승가에 분열을 일으켰다.
불교 운동은 온건한 금욕적인 생활 방식을 선택했다. 이는 금식하고 옷을 포함한 모든 재산을 포기하며 나체로 생활하는 등 더 강력한 금욕 전통을 이어간 자이나교와 대조적이었다. 자이나교는 영성에 대한 완전한 헌신이 물질적 소유와 악한 업의 원인으로부터 멀어지는 것을 포함한다고 강조했다. 콜린스는 온건한 금욕적 계율이 더 많은 사람들에게 매력적이었고 불교도가 되고자 하는 사람들의 기반을 넓혔을 가능성이 있다고 말한다. 불교는 또한 속세에 머무는 재가 신자와 속세를 부정하는 불교 승려 공동체 간의 상호 작용을 위한 규범을 개발했는데, 이는 두 집단 간의 지속적인 관계를 장려했다. 콜린스는 예를 들어, 율 (승려 규범)의 두 가지 규칙은 부모의 허락 없이는 승려 공동체에 들어갈 수 없으며, 각 가정에 적어도 한 명의 아들이 남아 가족을 돌봐야 한다는 것이었다. 불교는 또한 재가 신자들이 좋은 환생과 좋은 업을 얻기 위해 출가자에게 보시하는 것과 같은 지속적인 상호 작용을 결합했다. 이 규범은 불교의 성장에 역사적인 역할을 했으며, 불교를 위한 안정적인 보시 (음식, 의복)와 사회적 지원 수단을 제공했다.
랜들 콜린스는 불교가 교육받은 종교 계급, 주로 브라만들 내부의 개혁 운동에 가까웠으며, 이러한 계급 외부의 경쟁 운동은 아니었다고 말한다. 초기 불교에서 가장 많은 수의 승려들은 원래 브라만이었고, 사실상 모두 사회의 상위 두 계급인 브라만과 크샤트리야에서 모집되었다.

### 아지비카교
아지비카교는 기원전 5세기 막칼리 고살라에 의해 슈라마나 운동이자 원시불교와 자이나교의 주요 라이벌로 설립되었다. 아지비카교도들은 조직된 출가자들로, 별개의 공동체를 형성했다.
아지비카교는 기원전 1천년기 후반에 명성의 절정에 달했다가 쇠퇴했지만, 남인도에서 발견된 비문에서 알 수 있듯이 서기 14세기까지 남인도에서 계속 존재했다. 고대 불교 및 자이나교 문헌에는 기원전 1천년기 사바티(산스크리트어 슈라바스티)라는 도시가 아지비카교의 중심지였다고 언급되어 있는데, 이 도시는 오늘날 북인도의 우타르프라데시주에 위치했다. 후대에는 비문에서 아지비카교가 카르나타카주와 타밀나두주 콜라르 지구에 상당한 존재감을 가졌음을 시사한다.
아지비카 철학 학파의 원본 경전은 한때 존재했으나, 현재는 구할 수 없으며 아마도 소실되었을 것이다. 그들의 이론은 고대 인도 문학의 이차 자료에서 아지비카교에 대한 언급을 통해 추출된다. 학자들은 아지비카 철학이 경쟁적이고 적대적인 철학을 대표했던 고대 불교 및 자이나교 학자들이 쓴 이러한 이차 자료에서 공정하고 완전하게 요약되었는지 의문을 제기한다.

### 슈라마나 운동 간의 갈등
서기 2세기 문헌인 아소카바다나에 따르면, 마우리아 황제 빈두사라는 아지비카교의 후원자였으며, 이 시기에 인기가 절정에 달했다. 아소카바다나는 또한 빈두사라의 아들 아소카가 불교로 개종했고, 부처를 부정적으로 묘사한 그림에 분노하여 푼드라의 모든 아지비카교도를 죽이라는 명령을 내렸다고 언급한다. 이 명령의 결과로 약 18,000명의 아지비카교 추종자들이 처형되었다.
자이나교 경전은 마하비라와 고살라 사이의 분열과 갈등, 경멸적인 발언에 대한 비난, 그리고 자이나교와 아지비카교 수도승단이 "충돌"한 사건을 언급한다. 그러나 갈등을 주장하고 아지비카교와 고살라를 부정적으로 묘사하는 경전들이 사건 발생 수세기 후에 그들의 슈라마나 반대자들에 의해 쓰여졌고, 불교와 자이나교 경전의 내용이 다르다는 점을 감안할 때, 이러한 이야기들의 신뢰성은 의문스럽다고 바샴은 말한다.

## 철학

### 자이나교 철학
틀:Jainism
자이나교는 24명의 티르탕카라의 가르침과 삶에서 그 철학을 도출하며, 그 중 마하비라가 마지막이었다. 아차리야 우마스바티, 쿤다쿤다, 하리바드라, [[[야쇼비자야 가니]]] 오류: {{전자}}: transliteration text not Latin script (pos 3: 야) (도움말) 등이 자이나교의 사상을 현재의 형태로 더욱 발전시키고 재정비했다. 자이나교 철학의 두드러진 특징은 영혼과 물질의 독립적인 존재에 대한 믿음, 업의 우월성, 창조적이고 전능한 신의 부정, 영원하고 창조되지 않은 우주에 대한 믿음, 비폭력에 대한 강한 강조, 아네칸타바다와 영혼의 해탈에 기반한 도덕과 윤리에 대한 강조이다. 진리 또는 실재가 다른 관점에서 다르게 인식되며, 어떤 단일 관점도 완전한 진리가 아니라고 주장하는 자이나교의 아네칸타바다와 샤드바다 철학은 고대 인도 철학, 특히 회의주의와 상대성 분야에 매우 중요한 기여를 했다.

### 자이나교 문헌에서의 용법
자이나교 승려는 슈라마나라고 불리며, 재가 신자는 슈라바카라고 불린다. 승려의 종교 또는 행위 규범은 슈라마나 다르마라고 알려져 있다. 아차랑가 수트라와 다른 후기 경전들은 슈라마나에 대한 많은 언급을 포함하고 있다.

#### 아차랑가수트라
아차랑가수트라의 한 구절은 좋은 슈라마나를 정의한다:
(모든 재앙을) 무시하고, 그는 영리한 승려들과 함께 살며, 고통과 쾌락에 무감각하고, 움직이는 존재와 움직이지 않는 존재를 해치지 않으며, 죽이지 않고, 모든 것을 견딘다: 위대한 현자, 좋은 슈라마나는 이렇게 묘사된다.

출가에 관한 장에는 소유하지 않는 슈라마나의 서원이 담겨 있다:
나는 집도, 재산도, 아들도, 가축도 소유하지 않고, 남이 주는 것을 먹는 슈라마나가 될 것이다; 나는 죄악된 행위를 저지르지 않을 것이다; 스승님, 나는 주어지지 않은 것은 어떤 것도 받지 않겠다고 포기합니다.' 이러한 서약을 한 (수도승은) 마을이나 자유 도시에 들어갈 때, 스스로 가져가거나, 다른 사람에게 가져가도록 유도하거나, 다른 사람이 주어지지 않은 것을 가져가도록 허용해서는 안 된다.

아차랑가수트라는 스물네 번째 티르탕카라인 마하비라의 세 가지 이름을 주는데, 그 중 하나는 슈라마나였다:
존경받는 금욕주의자 마하비라는 카샤파 고트라에 속했다. 그의 세 이름은 전통에 의해 다음과 같이 기록되었다: 부모는 그를 바르다마나라고 불렀는데, 그는 사랑과 증오가 없기 때문이다; 그는 슈라마나(즉, 금욕주의자)라고 불리는데, 그는 무서운 위험과 두려움, 고귀한 나체, 그리고 세상의 불행을 견디기 때문이다; 존경받는 금욕주의자 마하비라라는 이름은 신들이 그에게 주었다.

#### 수트라크리탕가
또 다른 자이나교 경전인 수트라크리탕가는 슈라마나를 마하브라타인 다섯 가지 위대한 서원을 지킨 고행자로 묘사한다:
그는 장애물에 방해받지 않고, 욕망으로부터 자유롭고, (재산, 살생, 거짓말, 성교를 삼가며) 분노, 교만, 속임수, 탐욕, 사랑, 증오로부터 자유롭기 때문에 슈라마나이다: 이처럼 존재들을 죽이는 것과 같은 죄를 유발하는 모든 정념을 포기하는 (사람). (그런 사람은) 감각을 제어하고, (자신의 임무에) 잘 자격이 있으며, 몸을 포기하는 슈라마나라는 이름에 합당하다.

수트라크리탕가는 마하비라의 제자가 된 아르드라카 왕자가 다른 이단 교사들과 논쟁하면서 막칼리 고살라에게 슈라마나의 자질을 말하는 것을 기록한다:
(승려의) 큰 서원과 (재가자의) 다섯 작은 서원, 다섯 아사바와 아사바의 멈춤, 그리고 통제를 (가르치는) 자, 이 축복받은 슈라마나의 삶에서 업을 피하는 자, 그를 나는 슈라마나라고 부른다.

### 불교 철학
부처는 처음에는 엄격한 고행을 실천하며 거의 굶어 죽을 지경에 이르렀다. 그러나 나중에 그는 극단적인 고행과 자기 고행이 불필요하다고 생각하고 쾌락주의와 자기 고행의 극단 사이의 "중도"를 권고했다.
브라흐마잘라 수트라는 부처가 동의하지 않은 많은 슈라마나를 언급한다. 예를 들어, 모든 존재에 아트만(자아, 영혼)의 존재를 전제로 하는 슈라마나 자이나교와는 대조적으로, 불교 철학은 어떤 자아나 영혼도 부정한다. 아나타(또는 아나트만)라고 불리는 이 개념은 불교 철학의 삼법인의 일부이며, 나머지 둘은 고 (불교)(고통)와 무상(무상)이다. 라우마키스에 따르면 부처는 모든 것이 본래적인 존재를 결여한다고 말한다. 불교는 초월신론적 철학으로, 특히 연기 (불교)(인연생기)와 공 (불교)(공허 또는 무)와 관련이 있다.
석각을 통해 브라만과 슈라마나가 동등한 신성함을 누렸다는 것을 알 수 있다.

### 아지비카교 철학
아지비카 학파는 절대적 결정론인 니야티 교리, 즉 자유 의지는 없으며 일어났던 모든 일, 현재 일어나고 있는 일, 그리고 앞으로 일어날 모든 일은 전적으로 미리 정해져 있으며 우주 원리의 기능이라는 전제로 유명하다. 아지비카교는 업 교리를 오류로 간주했다. 아지비카교의 형이상학에는 바이셰시카 학파와 유사한 원자론이 포함되어 있었는데, 모든 것이 원자로 구성되어 있고, 원자들의 집합체에서 특성이 나타나지만, 이러한 원자들의 집합과 본성은 우주적인 힘에 의해 미리 결정된다고 보았다. 아지비카교도들은 무신론자였으며 베다의 인식론적 권위를 거부했지만, 모든 살아있는 존재 안에 아트만이 있다고 믿었다. 이는 힌두교와 자이나교의 중심 전제이기도 하다.

### 철학 비교
슈라마나 전통은 다양한 인도 철학에 속했으며, 서로 간에도 그리고 정통 힌두 철학의 여섯 학파와도 상당한 이견을 보였다. 차이점은 모든 개인이 영혼(자아, 아트만)을 가지고 있다는 믿음에서 영혼이 없다고 주장하는 것에 이르기까지, 검소한 금욕 생활의 가치에서 쾌락주의적 생활의 가치에 이르기까지, 환생에 대한 믿음에서 환생이 없다고 주장하는 것에 이르기까지 다양했다.
베다와 우파니샤드의 인식론적 권위를 부정하는 것은 슈라마나 철학과 정통 힌두교 철학 간의 여러 차이점 중 하나였다. 자이니는 베다의 권위, 창조주에 대한 믿음, 의례주의의 길, 그리고 세습 계급의 사회 시스템이 브라만교 학파의 초석을 이루는 반면, 금욕주의적 자기 고행의 길은 모든 슈라마나 학파의 주요 특징이었다고 말한다.
어떤 경우에는 슈라마나 운동이 동일한 철학적 개념을 공유했을지라도, 세부 사항은 달랐다. 예를 들어, 자이나교에서 업은 유물론적 원소 철학에 기반하며, 여기서 업은 영혼에 달라붙어 자연적인 전지를 방해하는 물질 입자로 생각되는 행위의 결과이다. 부처는 업을 물질 세계에 대한 집착으로 이어지는 인과 관계의 사슬로, 따라서 환생으로 이어지는 것으로 생각했다. 아지비카교는 운명론자였으며 업을 피할 수 없는 운명으로, 사람의 삶이 일련의 결과와 환생을 거쳐 끝에 이르는 것으로 격상시켰다. 파쿠다 캇차야나와 푸라나 카샤파가 이끈 것과 같은 다른 슈라마나 운동들은 업의 존재를 부정했다.
|                        | 아지비카교                   | 불교                           | 차르바카 학파 | 자이나교                                                                  | 인도 철학의 정통 학파 (브라만교) |
| ---------------------- | ---------------------------- | ------------------------------ | ------------- | ------------------------------------------------------------------------- | --- |
| 업                     | 부정                         | 긍정                           | 부정          | 긍정                                                                      | 긍정 |
| 윤회, 환생             | 긍정                         | 긍정                           | 부정          | 긍정                                                                      | 일부 학파 긍정, 일부 부정 |
| 금욕 생활              | 긍정                         | 긍정                           | 부정          | 긍정                                                                      | 산냐사로서만 긍정 |
| 의례, 바크티           | 긍정                         | 긍정, 선택 사항 (팔리어: 밧띠) | 부정          | 긍정, 선택 사항                                                           | 유신론 학파: 긍정, 선택 사항 그 외: 부정 |
| 아힘사와 채식주의      | 긍정                         | 긍정 육식에 대해서는 불분명    |               | 비폭력의 가장 강력한 옹호자; 동물에 대한 폭력을 피하기 위해 채식주의 옹호 | 최고의 덕목으로 긍정, 하지만 정의로운 전쟁도 긍정; 채식주의 장려하지만 힌두교인의 선택에 맡김                                                                                                  |
| 자유의지               | 부정                         | 긍정                           | 긍정          | 긍정                                                                      | 긍정 |
| 마야                   | 긍정                         | 긍정 (프라판차)                | 부정          | 긍정                                                                      | 긍정 |
| 아트만 (영혼, 자아)    | 긍정                         | 부정                           | 부정          | 긍정                                                                      | 긍정 |
| 창조주 신              | 부정                         | 부정                           | 부정          | 부정                                                                      | 유신론 학파: 긍정 그 외: 부정 |
| 인식론 (프라마나)      | 프라티악샤, 아누마나, 샤브다 | 프라티악샤, 아누마나           | 프라티악샤    | 프라티악샤, 아누마나, 샤브다                                              | 다양, 바이셰시카(2개)부터 베단타(6개): 프라티악샤 (지각), 아누마나 (추론), 우파마나 (비교 및 유추), 아르탑파티 (전제, 파생), 아누팔랍디 (비지각, 부정/인지 증명), 샤브다 (신뢰할 수 있는 증언) |
| 인식론적 권위          | 부정: 베다                   | 긍정: 부처 경전 부정: 베다     | 부정: 베다    | 긍정: 자이나 아가마 부정: 베다                                            | 긍정: 베다와 우파니샤드, 부정: 다른 경전 |
| 구원 (구원론)          | 삼사라슈디                   | 열반 (공 깨닫기)               |               | 싯다                                                                      | 해탈, 열반, 카이발랴 아드바이타, 요가 등: 지반묵티 드바이타, 유신론: 비데하묵티 |
| 형이상학 (궁극적 실재) |                              | 공                             |               | 아네칸타바다                                                              | 브라흐만 |

## 인도 문화에 대한 영향
슈라마나 전통은 힌두교와 서로에게 영향을 미치고 영향을 받았다. 일부 학자들에 따르면, 삶과 죽음의 순환 개념, 윤회 개념, 그리고 해탈 개념은 슈라마나 또는 다른 금욕주의 전통에서 유래했을 가능성이 매우 높다. 오베예세케레(Obeyesekere)는 갠지스 계곡의 부족 현자들이 윤회와 해탈의 사상을 영감을 주었을 수 있다고 제안하며, 이는 아프리카와 그리스에서 나타난 환생 사상과 유사하다. 오플라허티(O'Flaherty)는 이러한 이론들을 지지할 만한 충분한 객관적인 증거가 없다고 말한다.
우파니샤드 시대에 슈라마나 이론이 브라만교 이론에 영향을 미쳤다. 브라흐만과 아트만 (영혼, 자아) 개념은 베다 문학의 우파니샤드 이전 단계에서 일관되게 추적될 수 있지만, 우파니샤드의 이질적인 특성은 사회적 및 철학적 사상의 유입을 보여주며, 새로운 교리의 진화, 즉 슈라마나 운동의 영향을 나타낸다.
슈라마나 전통은 업과 윤회 개념을 핵심 토론 주제로 가져왔다. 슈라마나 사상은 인도 철학의 모든 학파에 영향을 미쳤다. 업과 환생과 같은 개념들은 슈라마나 또는 출가 전통에서 유래하여 주류가 되었을 수 있다. 아힘사 또는 비폭력과 같은 개념들의 가능한 기원에 대한 여러 이론이 있다. 기원전 7세기경으로 추정되는 찬도기야 우파니샤드 8.15.1절에는 힌두교에서 익숙한 의미(행동 강령)의 아힘사라는 단어 사용에 대한 가장 초기 증거가 있다. 이는 "모든 생명체"(sarvabhuta)에 대한 폭력을 금지하며, 아힘사를 실천하는 사람은 환생의 순환에서 벗어난다고 한다(CU 8.15.1). D. R. 반다르카르(D. R. Bhandarkar)와 같은 일부 학자들에 따르면, 슈라마나의 아힘사 다르마는 브라만교 추종자들과 그들의 법전 및 관습에 영향을 미쳤다.
고대 인도에서 누가 누구에게 영향을 미쳤는가에 대한 이론은 학술적 논쟁의 대상이며, 다양한 철학들이 서로의 발전에 기여했을 가능성이 높다. 도니거는 베다 힌두교 학자와 슈라마나 불교 학자 간의 역사적 상호작용을 다음과 같이 요약한다.

초기에는 베다 사상과 불교 사상 사이에 끊임없는 상호작용이 있었기 때문에 많은 교리들의 초기 출처를 분류하려는 시도는 무익하다. 마치 피카소와 브라크(나중에 자신들의 초기 공동 작업 시기의 특정 그림을 누가 그렸는지 말할 수 없었던)처럼 그들은 서로의 주머니에서 살았다.
— 웬디 도니거, 

### 힌두교
랜들 콜린스는 "궁극적으로 힌두교가 된 재가 사회의 기본 문화적 틀"이 불교에 의해 마련되었다고 말한다.
현대 힌두교는 베다와 슈라마나 전통의 결합으로 간주될 수 있으며, 두 전통 모두에 의해 실질적으로 영향을 받았다. 힌두교의 아스티카 학파 중 베단타 학파, 상키야 학파, 요가 학파는 슈라마나 철학에 영향을 미치고 영향을 받았다. 조프리 사무엘(Geoffrey Samuel)은 다음과 같이 언급한다.
우리가 현재까지 가지고 있는 가장 좋은 증거는 [요가 수행]이 초기 슈라마나 운동(불교, 자이나교, 아지비카교)과 동일한 금욕주의적 서클에서, 아마도 기원전 6세기에서 5세기경에 발전했음을 시사한다.

일부 브라만들도 차나키야와 사리푸트라처럼 슈라마나 운동에 합류했다. 마찬가지로, 자이나교 전통에 따르면 11명의 브라만 그룹이 자이나교를 받아들이고 마하비라의 수석 제자 또는 가나다라가 되었다.
패트릭 올리벨은 기원전 4세기경에 형성된 힌두교의 아슈라마 시스템이 브라만교 사회 구조 내에서 출가를 제도화하려는 시도였을 것이라고 제안한다. 이 시스템은 성인들에게 집안일을 할 것인지 산야신(고행자)이 될 것인지에 대해 완전한 자유를 주었으며, 수도승 전통은 자발적인 제도였다. 올리벨은 이러한 자발적 원칙이 당시 불교와 자이나교 수도승단에서 발견된 원칙과 동일하다고 말한다.

## 서양 문학에서
고대 서양 문학에는 "슈라마나"에 대한 여러 가능한 언급이 이름이 다소 왜곡된 채로 나타났다.

### 알렉산드리아의 클레멘스 (150–211)
알렉산드리아의 클레멘스는 박트리아인과 인도인의 맥락에서 슈라마나에 대해 여러 번 언급한다:
그리하여 지극히 유용한 철학은 고대에 야만인들 사이에서 번성하여 민족들에게 빛을 비추었다. 그리고 후에 그리스로 전해졌다. 그 중 첫 번째는 고대 이집트의 예언자들이었고, 아시리아인들 사이에서는 칼데아인들이었고; 갈리아인들 사이에서는 드루이드였고; 박트리아인들 사이에서는 사마나에안("Σαμαναίοι Βάκτρων")이었고; 켈트족의 철학자들과; 페르시아의 마기들은 구세주의 탄생을 예언했고 별의 인도를 받아 유대 땅으로 왔다. 인도의 김노소피스트들도 그 수에 들며, 다른 야만인 철학자들도 마찬가지이다. 그리고 이들 중에는 두 계급이 있는데, 일부는 사르만("Σαρμάναι")이라고 불리고, 브라마나("Βραχμαναι")라고 불린다.

### 포르피리 (233–305)
포르피리는 그의 동물 섭취 금지에 대하여 제4권에서 "사마나에안"이라고 부르는 슈라마나들의 습관을 상세히 묘사한다. 그는 자신의 정보가 "우리 조상 시대에 살았고 다마다미스와 함께 카이사르에게 보내진 인도인들과 친분이 있었던 바빌로니아의 바르데사네스"로부터 얻어졌다고 말한다.
인도인의 정치 체제는 여러 부분으로 나뉘어 있는데, 그들 중에는 신성하게 지혜로운 사람들이 한 부족 있는데, 그리스인들은 그들을 김노소피스트라고 부르는 습관이 있다. 그러나 이들 중에는 두 종파가 있는데, 하나는 브라만들이 주재하고, 다른 하나는 사마나에안들이 주재한다. 그러나 브라만들의 종족은 사제직과 같은 방식으로 이러한 종류의 신성한 지혜를 세습으로 받는다. 그러나 사마나에안들은 선택되며, 신성한 지식을 소유하기를 원하는 사람들로 구성된다.

교단에 입문할 때
모든 브라만은 한 뿌리에서 유래한다; 왜냐하면 그들 모두는 한 아버지와 한 어머니에게서 태어났기 때문이다. 그러나 사마나에안들은 한 가족의 자손이 아니라, 우리가 말했듯이 모든 인도 민족에서 모였다. 그러나 브라만은 어떤 정부의 신하도 아니며, 정부에 다른 사람들과 함께 어떤 것도 기여하지 않는다.

사마나이인들은, 우리가 말했듯이, 선출된다. 그러나 어떤 사람이 그들의 교단에 등록되기를 원할 때, 그는 도시의 통치자들에게 나아간다; 그러나 그가 살았던 도시나 마을, 그리고 그가 소유했던 부와 모든 다른 재산을 포기한다. 또한 그의 몸의 잉여물을 잘라내고, 옷을 받고, 사마나이인들에게로 떠나지만, 만약 아내나 자녀가 있다면 그들에게 돌아가지 않으며, 그들에게 어떤 관심도 기울이지 않고, 그들이 전혀 자신에게 속한다고 생각하지 않는다. 그리고 실제로 그의 자녀들에 대해서는 왕이 필요한 것을 제공하며, 친척들이 아내를 돌본다. 그리고 이것이 사마나이인들의 삶이다. 그러나 그들은 도시 밖에 살며, 온종일 신성에 관한 대화로 시간을 보낸다. 그들은 또한 왕이 지은 집과 사원을 가지고 있는데, 그곳에서는 왕으로부터 일정한 보수를 받는 관리인들이 거주하는 사람들에게 영양분을 공급한다. 그러나 그들의 음식은 쌀, 빵, 가을 과일, 그리고 채소로 구성된다. 그리고 그들이 집에 들어갈 때, 종소리가 그들의 입장을 알리는 신호이며, 사마나이인이 아닌 사람들은 그곳을 떠나고, 사마나이인들은 즉시 기도하기 시작한다.

음식과 생활 습관에 대해
철학자들 중에는 어떤 이들은 산에 살고, 어떤 이들은 갠지스강 근처에 산다. 산에 사는 이들은 가을 과일과 약초로 응고시킨 암소 우유를 먹고 산다. 그러나 갠지스강 근처에 사는 이들은 그 강 주변에서 풍부하게 생산되는 가을 과일로도 산다. 그 땅은 또한 거의 항상 새로운 과일을 맺으며, 저절로 자라는 많은 쌀도 있는데, 가을 과일이 부족할 때 그들은 그것을 사용한다. 그러나 다른 어떤 음식도 맛보거나, 한마디로 동물성 음식을 만지는 것은 그들에게 극단적인 불순과 불경에 해당하는 것으로 간주된다. 이것이 그들의 교리 중 하나이다. 그들은 또한 경건과 순결로 신성을 숭배한다. 그들은 하루 종일, 그리고 밤의 대부분을 찬송가와 신들에게 기도하는 데 보낸다; 그들 각자는 자신만의 작은 집을 가지고 가능한 한 혼자 살고 있다. 왜냐하면 브라만들은 다른 사람들과 함께 머무는 것을 참지 못하고, 많이 말하는 것도 참지 못한다; 그러나 이런 일이 일어났을 때는 나중에 스스로 물러나 여러 날 동안 말하지 않는다. 그들은 또한 자주 금식한다.

삶과 죽음에 대해
그들은 죽음에 대해 현재 삶의 모든 시간을 자연에 대한 일종의 노예 생활로 여기고 마지못해 견디며, 따라서 육신에 묶인 영혼을 해방시키기 위해 서두른다. 그러므로 그들은 자주 건강할 때에도, 어떤 악에 시달리거나 절망에 빠지지 않았을 때에도, 삶을 떠난다.

## 현대 서양 문화에서
독일 소설가 헤르만 헤세는 동양, 특히 인도 영성에 오랫동안 관심을 가졌으며, 주인공이 고향을 떠나 사마나가 되는 소설 싯다르타 (소설)를 썼다.

## 같이 보기
- 아스티카와 나스티카
- 비구
- 비구니
- 파키르
- 은자
- 십육대국
- 사두
- 사미 (불교)
- 요기
- 요기니

### 설명주
1. ↑  Flood & Olivelle: "기원전 1천년기 후반은 후기 인도 종교의 특징이 되는 많은 이념적, 제도적 요소들을 창조한 시기였다. 금욕주의 전통은 인도 종교 역사의 이 형성기에 중심적인 역할을 했다....우리가 일반적으로 인도 종교와 힌두교에 특별히 연결시키는 근본적인 가치와 신념 중 일부는 부분적으로 금욕주의 전통의 창조물이었다. 여기에는 인도 신학의 두 기둥이 포함된다: 윤회 – 이 세상의 삶이 고통이며 반복되는 죽음과 탄생(환생)의 대상이라는 믿음; 열반 – 인간 존재의 목표....."[12]
2. ↑  Rhys Davids & Stede (1921–1925), 682쪽, "Samaṇa"에 따르면: '이 단어의 교훈적인 어원([은] DhA iii.84: "samita-pāpattā [samaṇa]," cp. Dh 265 "samitattā pāpānaŋ ʻsamaṇoʼ ti pavuccati"....' Dh 265의 영어 번역은 Fronsdal (2005), 69쪽에 기반한다.)
3. ↑  자이나교와 불교 사이에는 몇 가지 공통 용어가 있다:
   • 상징: 카이티야, 스투파, 법륜
   • 용어: 아리한트 (자이나교)/아라한, 니르바나, 상가, 아차리야, 지나 등
푸드갈라(pudgala)라는 용어는 둘 다 사용하지만 의미는 완전히 다르다.
4. ↑  팔리 대장경은 아지타 케사캄발리와 파쿠다 캇차야나의 유일한 출처이다.
5. ↑  불교 팔리 문학에서, 마하비라를 포함한 이러한 비불교적 금욕주의 지도자들은 또한 띠띠야(Titthiyas) 또는 띠르타카(Tīrthakas)라고도 불린다.
6. ↑  랜들 콜린스: "따라서 부처 자신은 크샤트리야였지만 초기 운동의 승려 중 가장 많은 수가 브라만 출신이었다. 원칙적으로 승가는 어떤 카스트에도 개방되어 있었고, 일반 세상 밖에 있었으므로 카스트는 그 안에서 설 자리가 없었다. 그럼에도 불구하고 사실상 모든 승려들은 상위 두 계급에서 모집되었다. 그러나 재가 지지의 가장 큰 원천인 일반적인 보시자는 토지를 소유한 농민들이었다."[65]
7. ↑  라훌 상크리트야얀에 따르면, 7세기 불교 학자 다르마키르티는 다음과 같이 썼다:[94]

vedapramanyam kasyacit kartrvadah/ snane dharmeccha jativadavalepah// santaparambhah papahanaya ceti/ dhvastaprajnanam pancalirigani jadye 

베다의 의심할 여지 없는 권위; 세상의 창조주에 대한 믿음; 의례적인 목욕을 통한 정화를 추구; 카스트로의 오만한 분열; 죄를 속죄하기 위한 자기 부인 수행; - 이 다섯 가지는 지혜가 손상된 자들의 총체적인 어리석음의 징표이다. 라훌 상크리트야얀 번역

베다의 권위를 믿고, 창조자를 믿고, 목욕을 통해 공덕을 바라며, 카스트에 자부심을 느끼고, 죄를 없애기 위해 고행을 행하는 것 – 이 다섯 가지는 지능이 손상된 자의 어리석음의 징표이다. 람크리슈나 바타차리아 번역[96]틀:Underdiscussion-inline
8. ↑  엘리사 프레스키(Elisa Freschi, 2012): 베다는 의무론적 권위가 아니며 불순종할 수 있지만, 여전히 힌두교에 의해 인식론적 권위로 인정될 수 있다;[128] (주: 이러한 인식론적 권위와 의무론적 권위 간의 구분은 모든 인도 종교에 해당한다.)
9. ↑  랜들 콜린스: "불교는 궁극적으로 힌두교가 된 재가 사회의 기본 문화적 틀을 마련했다. 불교는 카스트 제도에 대한 반작용으로 이해될 수 없으며, 단순히 업에서 벗어나려는 노력만으로도 이해될 수 없다."[65]
10. ↑  "마하비라는 소밀라차리야라는 브라만이 큰 야갸(희생 제의)를 조직하던 이웃 장소로 가서 희생을 비난하는 첫 설교를 했고, 그곳에 모인 11명의 학식 있는 브라만들을 개종시켜 가나다라라고 불리는 그의 수석 제자가 되었다고 한다."[95]

1. ↑  (산스크리트어: श्रमण, sa; 팔리어: 𑀲𑀫𑀡 samaṇa; 중국어 정체자: 沙門, 병음: shāmén; 베트남어: sa môn; 크메르어: សាម៉ាណា; 라오어: ສາມານາ; 태국어: สมณะ)

### 참조주
1. ↑  Dhirasekera, Jotiya. Buddhist monastic discipline. Buddhist Cultural Centre, 2007.
2. ↑  Shults, Brett. "A Note on Śramaṇa in Vedic Texts." Journal of the Oxford Centre for Buddhist Studies 10 (2016).
3. 1 2  Monier Monier-Williams, श्रमण śramaṇa, Sanskrit-English Dictionary, Oxford University Press, p. 1096
4. ↑  Olivelle 1993, 11, 12쪽.
5. ↑  Jaini 2001, 48쪽.
6. ↑  Ghurye, G. S. (1952). 《Ascetic Origins》. 《Sociological Bulletin》 1. 162–184쪽. doi:10.1177/0038022919520206. JSTOR 42864485. S2CID 220049343.
7. ↑  Zimmer 1953, 182-183쪽.
8. ↑  Svarghese, Alexander P. 2008. India : History, Religion, Vision And Contribution To The World. pp. 259–60.
9. ↑  Basham 1951, 94–103쪽.
10. 1 2 3 4 5  James G. Lochtefeld (2002). 《The Illustrated Encyclopedia of Hinduism, Vol. 2: N–Z》. The Rosen Publishing Group. 639쪽. ISBN 978-0823922871.
11. ↑  Samuel 2008, 8; Quote: such (yogic) practices developed in the same ascetic circles as the early Sramana movements (Buddhists, Jainas and Ajivikas), probably in around the 9th BCE쪽.
12. 1 2 3 4  Flood, Gavin. Olivelle, Patrick. 2003. The Blackwell Companion to Hinduism. Malden: Blackwell. pp. 273–274.
13. ↑  Jaini 2000, 3–14쪽.
14. ↑  Jaini 2001, 57–77쪽.
15. 1 2  Olivelle 1993, 12 with footnote 20쪽.
16. 1 2  Edward Fitzpatrick Crangle (1994). 《The Origin and Development of Early Indian Contemplative Practices》. Otto Harrassowitz Verlag. 30 with footnote 37쪽. ISBN 978-3-447-03479-1.
17. ↑  Jaini 2001, 48쪽.
18. ↑  Max Muller, Brihadaranyaka Upanishad 4.3.22 Oxford University Press, p. 169
19. ↑  Pranabananda Jash (1991). 《History of the Parivrājaka, Issue 24 of Heritage of ancient India》. Ramanand Vidya Bhawan. 1쪽.
20. 1 2  Olivelle 1993, 12쪽.
21. ↑  P. Billimoria (1988), Śabdapramāṇa: Word and Knowledge, Studies of Classical India Volume 10, Springer, ISBN 978-94-010-7810-8, pp. 1–30
22. ↑  Jain, Jagdish Chandra (2004). 《History and Development of Prakrit Literature》 (영어). Manohar Publishers & Distributors. ISBN 978-81-7304-537-0.
23. ↑  Timm, Jeffrey R. (1992년 1월 1일). 《Texts in Context: Traditional Hermeneutics in South Asia》 (영어). SUNY Press. ISBN 978-0-7914-0796-7.
24. ↑  Jaina, Sāgaramala (1988). 《Rishibhashit, a Study: A Comparative Study of the Period and Views of Vedic, Buddhist, and Jain Thinkers Detailed in a 2400 Years Old Philosophical Work》 (영어). Prakrit Bharti Academy.
25. ↑  Bronkhorst, Johannes. 〈The Formative Period of Jainism (c. 500 BCE – 200 CE)〉 (PDF). 《Brill's Encyclopedia of Jainism Online》 (영어). Denison University University of Edinburgh University of Bergen University of California, Berkeley John E. Cort, Paul Dundas, Knut A. Jacobsen, Kristi L. Wiley. doi:10.1163/2590-2768_BEJO_COM_047082.
26. ↑  Bhakti in the Early Jain Tradition: Understanding Devotional Religion in South Asia, John E. Cort , History of Religions, Vol. 42, No. 1 (Aug., 2002), pp. 59-86
27. ↑  Jaini, Padmanabh S. (1991), 《Gender and Salvation: Jaina Debates on the Spiritual Liberation of Women》, 캘리포니아 대학교 출판부, ISBN 0-520-06820-3
28. 1 2  Reginald Ray (1999), Buddhist Saints in India, Oxford University Press, ISBN 978-0195134834, pp. 237–240, 247–249
29. ↑  Andrew J. Nicholson (2013), Unifying Hinduism: Philosophy and Identity in Indian Intellectual History, Columbia University Press, ISBN 978-0231149877, Chapter 9
30. ↑  Martin Wiltshire (1990), Ascetic Figures Before and in Early Buddhism, De Gruyter, ISBN 978-3110098969, p. 293
31. ↑  Martin Wiltshire (1990), Ascetic Figures Before and in Early Buddhism, De Gruyter, ISBN 978-3110098969, pp. 226–227
32. ↑  Gethin 1998, 11쪽.
33. ↑  Walshe 1995, 268쪽.
34. 1 2  Pande 1995, 261쪽.
35. 1 2  Olivelle 1993, 14쪽.
36. ↑  Olivelle 1993, 15쪽.
37. ↑  Olivelle 1993, 15–16쪽.
38. 1 2  Gavin D. Flood (1996), An Introduction to Hinduism, Cambridge University Press, ISBN 0521438780, pp. 76–78
39. ↑  École pratique des hautes études (France); Section des sciences économiques et sociales, University of Oxford; Institute of Social Anthropology; Institute of Economic Growth (India); Research Centre on Social and Economic Development in Asia (1981). 《Contributions to Indian sociology, Volume 15》. Mouton. 276쪽.
40. 1 2  Werner, Karel (1977). 《Yoga and the Ṛg Veda: An Interpretation of the Keśin Hymn (RV 10, 136)》. 《Religious Studies》 13. 289–302쪽. doi:10.1017/S0034412500010076. S2CID 170592174.
41. 1 2  GS Ghurye (1952), Ascetic Origins, Sociological Bulletin, Vol. 1, No. 2, pp. 162–184;
For Sanskrit original: Rigveda 보관됨 14 1월 2015 - 웨이백 머신 Wikisource;
For English translation: Kesins Rig Veda, Hymn CXXXVI, Ralph Griffith (Translator)
42. ↑  Monier Williams, vAtarazana 보관됨 8 12월 2015 - 웨이백 머신 Sanskrit-English Dictionary, Koeln University, Germany
43. ↑  Olivelle 1993, 12–13쪽.
44. ↑  Olivelle 1993, 68, Quote: "베다 사회에는 비아리아 뿌리를 가진 많은 사람들이 있었고, 그들의 관습과 신념이 지배적인 아리아 계급에 영향을 미쳤다는 것은 분명하다. 그러나 아리아 이주 초기부터 천 년 이상 지난 시점에서 비아리아 관습, 신념 또는 특성을 분리하려고 시도하는 것은 전혀 다른 문제이다."쪽.
45. ↑  Olivelle 1993, 68, Quote: "브라만 종교는 또한 다른 역사적 현상과 마찬가지로 외부 영향뿐만 아니라 자체 내적 역동성과 사회경제적 변화로 인해 시간이 지남에 따라 발전하고 변화했다. 그러므로 문화의 새로운 요소는 항상 외래 기원일 필요는 없다."쪽.
46. ↑  Panja, Sheena (2021). 《The Dilemma of 'Science': 'Tradition' and Archaeology in Early Twentieth-century Bengal》. 《Studies in History》 (영어) 37. 92–118쪽. doi:10.1177/02576430211001764. ISSN 0257-6430.
47. ↑  Bronkhorst 2007.
48. ↑  Long 2013, Chapter II.
49. 1 2 3 4 5 6 7  Jaini 2001, 57–60쪽.
50. ↑  Basham 2009, 18–26쪽.
51. ↑  Basham 2009, 80–93쪽.
52. 1 2 3 4  James G. Lochtefeld (2002). 〈Ajivika〉. 《The Illustrated Encyclopedia of Hinduism, Vol. 1: A–M》. The Rosen Publishing Group. 22쪽. ISBN 978-0823931798.
53. ↑  Basham 2009, 54–55쪽.
54. ↑  Basham 2009, 90–93쪽.
55. ↑  Jaini 2001, 60쪽.
56. ↑  Pande 1995, 353쪽.
57. ↑  Sonali Bhatt Marwaha (2006). 《Colors Of Truth: Religion, Self And Emotions: Perspectives Of Hinduism, Buddhism. Jainism, Zoroastrianism, Islam, Sikhism, And Contemporary Psychology》. Concept Publishing Company. 97–99쪽. ISBN 978-8180692680.
58. 1 2 3  Puruṣottama Bilimoria; Joseph Prabhu; Renuka M. Sharma (2007). 《Indian Ethics: Classical traditions and contemporary challenges, Volume 1 of Indian Ethics》. Ashgate Publishing Ltd. 315쪽. ISBN 978-07546-330-13.
59. ↑  Institute of Indic Studies, Kurukshetra University (1982). 《Prāci-jyotī: digest of Indological studies, Volumes 14–15》. Kurukshetra University. 247–249쪽.
60. ↑  Robert P. Scharlemann (1985). 《Naming God God, the contemporary discussion series》. Paragon House. 106–109쪽. ISBN 978-0913757222.
61. ↑  Dundas 2002, 30–31쪽.
62. ↑  Buddhist Society (London, England) (2000). 《The Middle way, Volumes 75–76》. The Society. 205쪽.
63. 1 2 3 4 5 6 7 8  Randall Collins (2000), The sociology of philosophies: a global theory of intellectual change, Harvard University Press, ISBN 978-0674001879, p. 204
64. ↑  Boucher, Daniel (2008). 《Bodhisattvas of the Forest and the Formation of the Mahayana》. 하와이 대학교 출판부. 47쪽. ISBN 978-0824828813.
65. 1 2 3 4 5  Randall Collins (2000), The sociology of philosophies: a global theory of intellectual change, Harvard University Press, ISBN 978-0674001879, p. 205
66. ↑  Jeffrey D Long (2009), Jainism: An Introduction, Macmillan, ISBN 978-1845116255, p. 199
67. ↑  Basham 1951, 145–146쪽.
68. 1 2 3 4  Ajivikas 보관됨 17 7월 2019 - 웨이백 머신 World Religions Project, 컴브리아 대학교, United Kingdom
69. 1 2  Basham 2009, Chapter 1.
70. ↑  Paul Dundas (2002), The Jains (The Library of Religious Beliefs and Practices), Routledge, ISBN 978-0415266055, pp. 28–30
71. ↑  John S. Strong (1989). 《The Legend of King Aśoka: A Study and Translation of the Aśokāvadāna》. Motilal Banarsidass Publ. 232쪽. ISBN 978-81-208-0616-0. 2023년 7월 3일에 원본 문서에서 보존된 문서. 2012년 10월 30일에 확인함.
72. ↑  Basham 2009, 147–148쪽.
73. ↑  John McKay et al, A History of World Societies, Combined Volume, 9th Edition, Macmillan, ISBN 978-0312666910, p. 76
74. ↑  Basham 2009, 62–66, 88–89, 278쪽.
75. ↑  McEvilley, Thomas (2002). 《The Shape of Ancient Thought》. Allworth Communications. 335쪽. ISBN 978-1-58115-203-6.
76. ↑  Jacobi, Hermann (1884). 《Ācāranga Sūtra, Jain Sutras Part I, Sacred Books of the East, Vol. 22.》. 2010년 7월 7일에 원본 문서에서 보존된 문서. 2008년 4월 8일에 확인함.
77. ↑  Ācāranga Sūtra. 1097
78. ↑  Ācāranga Sūtra, 799
79. ↑  Ācāranga Sūtra 954
80. ↑  Jacobi, Hermann (1895).  Max Müller, 편집. 《Jaina Sutras, Part II : Sūtrakrtanga》. Sacred Books of the East, Vol. 45. Oxford: The Clarendon Press. 2009년 7월 4일에 원본 문서에서 보존된 문서. 2008년 4월 8일에 확인함.
81. ↑  Sūtrakrtanga, Book 1: 16.3
82. ↑  Sūtrakrtanga, Book 2: 6.6
83. ↑  Stephen J Laumakis (2008), An Introduction to Buddhist Philosophy, Cambridge University Press, ISBN 978-0521689779, p. 4
84. ↑  N. Venkata Ramanayya (1930). 《An essay on the origin of the South Indian temple》. Methodist Publishing House. 47쪽.
85. 1 2 3 4  Stephen J Laumakis (2008), An Introduction to Buddhist Philosophy, Cambridge University Press, ISBN 978-0521689779, pp. 125–134, 271–272
86. 1 2 3  [a] Steven Collins (1994), Religion and Practical Reason (Editors: Frank Reynolds, David Tracy), State Univ of New York Press, ISBN 978-0791422175, p. 64; "Central to Buddhist soteriology is the doctrine of not-self (Pali: anattā, Sanskrit: anātman, the opposed doctrine of ātman is central to Brahmanical thought). Put very briefly, this is the [Buddhist] doctrine that human beings have no soul, no self, no unchanging essence.";
[b] KN Jayatilleke (2010), Early Buddhist Theory of Knowledge, ISBN 978-8120806191, pp. 246–249, from note 385 onwards;
[c] John C. Plott et al (2000), Global History of Philosophy: The Axial Age, Volume 1, Motilal Banarsidass, ISBN 978-8120801585, p. 63, Quote: "The Buddhist schools reject any Ātman concept. As we have already observed, this is the basic and ineradicable distinction between Hinduism and Buddhism";
[d] Katie Javanaud (2013), Is The Buddhist ‘No-Self’ Doctrine Compatible With Pursuing Nirvana? 보관됨 13 9월 2017 - 웨이백 머신, Philosophy Now;
[e] Anatta 보관됨 10 12월 2015 - 웨이백 머신 Encyclopedia Britannica, Quote:"In Buddhism, the doctrine that there is in humans no permanent, underlying substance that can be called the soul. (...) The concept of anatta, or anatman, is a departure from the Hindu belief in atman (self)."
87. ↑  Royal Asiatic Society of Great Britain & Ireland (1850). 《Journal of the Royal Asiatic Society of Great Britain and Ireland》. Lyon Public Library. 241쪽.
88. ↑  Basham 2009, 262–270쪽.
89. ↑  Johannes Quack (2014), The Oxford Handbook of Atheism (Editors: Stephen Bullivant, Michael Ruse), Oxford University Press, ISBN 978-0199644650, p. 654
90. ↑  Analayo (2004), Satipaṭṭhāna: The Direct Path to Realization, ISBN 978-1899579549, pp. 207–208
91. ↑  Basham 1951, 240–261, 270–273쪽.
92. 1 2  Jaini 2001, 119쪽.
93. 1 2 3 4 5 6 7 8 9 10 11  Randall Collins (2000). 《The sociology of philosophies: a global theory of intellectual change》. Harvard University Press. 199–200쪽. ISBN 978-0674001879.
94. 1 2  Jaini 2001, 47–쪽.
95. 1 2  Jaini 2001, [쪽 번호 필요]쪽.
96. ↑  Ramkrishna Bhattacharya (June 2015), Cārvāka Miscellany II, Journal of Indian Council of Philosophical Research, Volume 32, Issue 2, pp. 199–210
97. ↑  Friedrich Max Müller (1899), The Six Schools of Indian Philosophy, ISBN 9780608373928, p. 111
98. ↑  Gananath Obeyesekere (2005), Karma and Rebirth: A Cross Cultural Study, Motilal Banarsidass, ISBN 978-8120826090, p. 106
99. ↑  Damien Keown (2013), Buddhism: A Very Short Introduction, 2nd Edition, Oxford University Press, ISBN 978-0199663835, pp. 32–46
100. ↑  Haribhadrasūri (Translator: M Jain, 1989), Saddarsanasamuccaya, Asiatic Society, OCLC 255495691
101. ↑  Halbfass, Wilhelm (2000), Karma und Wiedergeburt im indischen Denken, Diederichs, München, ISBN 978-3896313850
102. 1 2 3 4  Patrick Olivelle (2005), The Blackwell Companion to Hinduism (Editor: Flood, Gavin), Wiley-Blackwell, ISBN 978-1405132510, pp. 277–278
103. ↑  Karel Werner (1995), Love Divine: Studies in Bhakti and Devotional Mysticism, Routledge, ISBN 978-0700702350, pp. 45–46
104. ↑  John Cort (2001) Jains in the World: Religious Values and Ideology in India, Oxford University Press, ISBN 9780195132342, pp. 64–68, 86–90, 100–112
105. ↑  Christian Novetzke (2007), Bhakti and Its Public, International Journal of Hindu Studies, Vol. 11, No. 3, pp. 255–272
106. ↑  [a] Knut Jacobsen (2008), Theory and Practice of Yoga : 'Essays in Honour of Gerald James Larson, Motilal Banarsidass, ISBN 978-8120832329, pp. 15–16, 76–78;
[b] Lloyd Pflueger, Person Purity and Power in Yogasutra, in Theory and Practice of Yoga (Editor: Knut Jacobsen), Motilal Banarsidass, ISBN 978-8120832329, pp. 38–39
107. ↑  [a] Karl Potter (2008), Encyclopedia of Indian Philosophies Vol. III, Motilal Banarsidass, ISBN 978-8120803107, pp. 16–18, 220;
[b] Basant Pradhan (2014), Yoga and Mindfulness Based Cognitive Therapy, Springer Academic, ISBN 978-3319091044, p. 13 see A.4
108. ↑  Tähtinen 1976, 75–78, 94–106쪽.
109. ↑  Tähtinen 1976, 57–62, 109–111쪽.
110. ↑  Tähtinen 1976, 34–43, 89–97, 109–110쪽.
111. ↑  Christopher Chapple (1993), Nonviolence to Animals, Earth, and Self in Asian Traditions, State University of New York Press, ISBN 0-7914-1498-1, pp. 16–17
112. ↑  Karin Meyers (2013), Free Will, Agency, and Selfhood in Indian Philosophy (Editors: Matthew R. Dasti, Edwin F. Bryant), Oxford University Press, ISBN 978-0199922758, pp. 41–61
113. ↑  Howard Coward (2008), The Perfectibility of Human Nature in Eastern and Western Thought, State University of New York Press, ISBN 978-0791473368, pp. 103–114;
Harold Coward (2003), Encyclopedia of Science and Religion, Macmillan Reference, see Karma, ISBN 978-0028657042
114. ↑  Basham 1951, 237쪽.
115. ↑  Damien Keown (2004), A Dictionary of Buddhism, Oxford University Press, ISBN 978-0198605607, Entry for Prapañca, Quote: "Term meaning ‘proliferation’, in the sense of the multiplication of erroneous concepts, ideas, and ideologies which obscure the true nature of reality".
116. ↑  Lynn Foulston and Stuart Abbott (2009), Hindu Goddesses: Beliefs and Practices, Sussex Academic Press, ISBN 978-1902210438, pp. 14–16
117. ↑  Wendy Doniger O'Flaherty (1986), Dreams, Illusion, and Other Realities, University of Chicago Press, ISBN 978-0226618555, p. 119
118. ↑  Ramkrishna Bhattacharya (2011), Studies on the Carvaka/Lokayata, Anthem, ISBN 978-0857284334, p. 216
119. ↑  Anatta 보관됨 10 12월 2015 - 웨이백 머신 Encyclopedia Britannica, Quote:"In Buddhism, the doctrine that there is in humans no permanent, underlying substance that can be called the soul. (...) The concept of anatta, or anatman, is a departure from the Hindu belief in atman (self)."
120. ↑  Oliver Leaman (2000), Eastern Philosophy: Key Readings, Routledge, ISBN 978-0415173582, p. 251
121. ↑  마이클 벌리 (2012), Classical Samkhya and Yoga – An Indian Metaphysics of Experience, Routledge, ISBN 978-0415648875, p. 39
122. ↑  Paul Hacker (1978), Eigentumlichkeiten dr Lehre und Terminologie Sankara: Avidya, Namarupa, Maya, Isvara, in Kleine Schriften (Editor: L. Schmithausen), Franz Steiner Verlag, Weisbaden, pp. 101–109 (in German), also pp. 69–99
123. 1 2 3  John A. Grimes, A Concise Dictionary of Indian Philosophy: Sanskrit Terms Defined in English, State University of New York Press, ISBN 978-0791430675, p. 238
124. ↑  D Sharma (1966), Epistemological negative dialectics of Indian logic – Abhāva versus Anupalabdhi, Indo-Iranian Journal, 9(4): 291–300
125. ↑  MM Kamal (1998), The Epistemology of the Carvaka Philosophy, Journal of Indian and Buddhist Studies, 46(2), pp. 13–16
126. ↑  Eliott Deutsche (2000), in Philosophy of Religion : Indian Philosophy Vol 4 (Editor: Roy Perrett), Routledge, ISBN 978-0815336112, pp. 245–248
127. 1 2  Christopher Bartley (2011), An Introduction to Indian Philosophy, Bloomsbury Academic, ISBN 978-1847064493, pp. 46, 120
128. ↑  Elisa Freschi (2012), Duty, Language and Exegesis in Prabhakara Mimamsa, Brill, ISBN 978-9004222601, p. 62
129. ↑  Catherine Cornille (2009), Criteria of Discernment in Interreligious Dialogue, Wipf & Stock, ISBN 978-1606087848, pp. 185–186
130. ↑  Basham 1951, 227쪽.
131. ↑  Jerald Gort (1992), On Sharing Religious Experience: Possibilities of Interfaith Mutuality, Rodopi, ISBN 978-0802805058, pp. 209–210
132. ↑  John Cort (2010), Framing the Jina: Narratives of Icons and Idols in Jain History, Oxford University Press, ISBN 978-0195385021, pp. 80, 188
133. ↑  Andrew Fort (1998), Jivanmukti in Transformation, State University of New York Press, ISBN 978-0791439043
134. ↑  Masao Abe and Steven Heine (1995), Buddhism and Interfaith Dialogue, University of Hawaii Press, ISBN 978-0824817527, pp. 105–106
135. ↑  Chad Meister (2009), Introducing Philosophy of Religion, Routledge, ISBN 978-0415403276, p. 60; Quote: "이 장에서 우리는 종교적 형이상학을 살펴보고 궁극적 실재를 이해하는 두 가지 다른 방식을 보았다. 한편으로 그것은 절대적인 존재 상태로 이해될 수 있다. 예를 들어 힌두 절대주의에서는 그것은 브라흐만, 즉 분화되지 않은 절대자이다. 불교 형이상학에서는 근본적인 실재는 공, 즉 공허이다."
136. ↑  Christopher Key Chapple (2004), Jainism and Ecology: Nonviolence in the Web of Life, Motilal Banarsidass, ISBN 978-8120820456, p. 20
137. ↑  PT Raju (2006), Idealistic Thought of India, Routledge, ISBN 978-1406732627, p. 426 and Conclusion chapter part XII
138. ↑  Roy W Perrett (Editor, 2000), Indian Philosophy: Metaphysics, Volume 3, Taylor & Francis, ISBN 978-0815336082, p. xvii;
AC Das (1952), Brahman and Māyā in Advaita Metaphysics, Philosophy East and West, Vol. 2, No. 2, pp. 144–154
139. ↑  Gavin D. Flood (1996), An Introduction to Hinduism, Cambridge University Press, ISBN 0-521-43878-0, p. 86, Quote: "업과 환생이 슈라마나 또는 출가 전통에서 주류 브라만교 사상으로 유입되었을 가능성이 매우 높다."
140. ↑  G Obeyesekere (2002), Imagining Karma – Ethical Transformation in Amerindian, Buddhist, and Greek Rebirth, University of California Press, ISBN 978-0520232433
141. ↑  Wendy D O'Flaherty (1980), Karma and Rebirth in Classical Indian Traditions, University of California Press, ISBN 978-0520039230, pp. xi–xxvi
142. ↑  Jaini 2001, 50쪽.
143. ↑  Jaini 2001, 49–56쪽.
144. ↑  Gavin D. Flood (1996), An Introduction to Hinduism, Cambridge University Press ISBN 0-521-43878-0 pp. 86–90
145. ↑  Gavin D. Flood (1996), An Introduction to Hinduism, Cambridge University Press ISBN 0-521-43878-0 p. 86
146. ↑  Tähtinen 1976, 2–5쪽.
147. ↑  D. R. Bhandarkar, (1989) "Some Aspects of Ancient Indian Culture" Asian Educational Services ISBN 81-206-0457-1 pp. 80–81
148. ↑  Wendy D. O'Flaherty (1980), Karma and Rebirth in Classical Indian Traditions, University of California Press, ISBN 978-0520039230, pp. xvii–xviii
149. ↑  Samuel 2008, 8쪽.
150. ↑  Gethin 1998, 10–11, 13쪽.
151. ↑  Jaini 2001, 64쪽.
152. ↑  Viglas, Katelis (2016). 《Chaldean and Neo-Platonic Theology》. 《Philosophia e-Journal of Philosophy and Culture》. 171–189쪽. “칼데아인”이라는 이름은 일반적으로 바빌로니아 땅에 살았던 칼데아 민족, 특히 바빌론의 칼데아 “마기”를 지칭한다......“칼데아인”은 신성한 과학의 수호자였다: 종교와 마법이 혼합된 점성술 지식과 점술. 그들은 바빌론 현자들의 마지막 대표자로 여겨졌다......고대에는 “칼데아인”이라는 이름이 주로 바빌론 사원의 사제들을 의미했다. 헬레니즘 시대에는 “칼데오스”라는 용어가 “수학자”와 “점성술사”와 동의어였다......신플라톤주의자들은 칼데아 오라클을 고대 칼데아인들과 연결하여, 동양에서 오는 권위를 얻고 고대 전통의 계승자로서 자신들의 존재를 정당화했다.
153. ↑  Clement of Alexandria, "Strom." [Book 1, Ch 15]
154. 1 2 3 4 5  Porphyry, On abstinence from animal food 보관됨 28 11월 2020 - 웨이백 머신, Book IV.

## 참고 문헌
틀:Incomplete citations
- Basham, A. L. (1951). 《History and Doctrines of the Ajivikas》.
- Basham, A. L. (2009). 《History and Doctrines of the Ajivikas – a Vanished Indian Religion》. Motilal Banarsidass. ISBN 978-8120812048.
- Bodhi, Bhikkhu, 편집. (2001). 《The Middle-Length Discourses of the Buddha: A Translation of the Majjhima Nikāya》. 번역 Bhikkhu Ñāṇamoli. Boston: Wisdom Publications. ISBN 0-86171-072-X.
- Bronkhorst, Johannes (2007). 《Greater Magadha: Studies in the Culture of Early India》. Brill.
- Dundas, Paul (2002) [1992]. 《The Jains》 2판. 라우틀리지. ISBN 978-0-415-26605-5.
- Fronsdal, Gil (2005). 《The Dhammapada: A New Translation of the Buddhist Classic with Annotations》. Boston: Shambhala Publications. ISBN 1-59030-380-6.
- Gethin, Rupert (1998). 《The Foundations of Buddhism》. Oxford: Oxford University Press. ISBN 0-19-289223-1.
- Jaini, Padmanabh S. (2000). 《Collected papers on Jaina Studies》. Motilal Banarsidass. ISBN 978-8120816916.
- Jaini, Padmanabh S. (2001). 《Collected papers on Buddhist Studies》. Motilal Banarsidass. ISBN 978-8120817760.
- Long, Jeffrey D. (2013). 《Jainism: An Introduction》. I.B. Tauris.
- Olivelle, Patrick (1993). 《The Aśrama System: The History and Hermeneutics of a Religious Institution》. Oxford University Press. ISBN 978-0-19-534478-3 – 아카이브 오아르지 경유.
- Pande, Govind (1995) [1957]. 《Studies in the Origins of Buddhism》 Reprint판. Motilal Banarsidass. ISBN 978-81-208-1016-7.
- Rhys Davids, T.W.; Stede, William, 편집. (1921–1925). 《The Pali Text Society's Pali–English Dictionary》. Chipstead: Pali Text Society. A general on-line search engine for the PED is available at dsal.uchicago.edu 보관됨 25 7월 2021 - 웨이백 머신.
- Samuel, Geoffrey (2008). 《The Origins of Yoga and Tantra》. Cambridge University Press. ISBN 978-0-521-69534-3.
- Tähtinen, Uno (1976). 《Ahimsa: Non-Violence in Indian Tradition》. London. ISBN 0-09-123340-2.
- 타닛사로 빅쿠 (trans.) (1997). Samaññaphala Sutta: The Fruits of the Contemplative Life (DN 2). Available on-line at accesstoinsight.org 보관됨 9 2월 2014 - 웨이백 머신.
- Walshe (1995). 《The Long Discourses of the Buddha: A Translation of the Dīgha Nikāya》. 번역 Maurice O'Connell. Somerville: Wisdom Publications. ISBN 0-86171-103-3.
- Zimmer, Heinrich (1953) [April 1952].  Campbell, Joseph, 편집. 《Philosophies Of India》. London: 라우틀리지 & Kegan Paul. ISBN 978-81-208-0739-6.  이 문서는 퍼블릭 도메인 출처의 본문을 포함합니다.